# Brańsk
Brańsk este un oraș în Polonia.